# ديلانسي جيل
ديلانسي ووكر جيل (DeLancey Walker Gill) (1 يوليو 1859 - 31 أغسطس 1940) كان رسامًا أمريكيًا، ورسامًا للمناظر الطبيعية، ومصورًا فوتوغرافيًا . اشتهر جيل لأول مرة برسومه التوضيحية للمناظر الطبيعية وألوانه المائية ، والتي تعرض موضوعات مثل بويبلو الأمريكيين الأصليين بالإضافة إلى تركيزه الرئيسي على واشنطن العاصمة. يتميز جيل بأنه مفصل ودقيق في مناظره الطبيعية، حيث التقط مناظر للطبقة العاملة والمناطق الريفية في واشنطن. تم تصويره بشكل شائع في فن تلك الفترة. على الرغم من أعماله الأخرى، استمر في الرسم طوال حياته، وقام بتدريس دروس الفن في مدرسة كوركوران .

## النشأة
ولد جيل في كامدن، كارولاينا الجنوبية ، في الأول من يوليو عام 1859  قُتل والده، ويليام هاريسون جيل،  وهو تاجر، أثناء خدمته في الجيش الكونفدرالي عندما كان ديلانسي في الخامسة من عمره. بعد تسع سنوات، انتقلت والدته وزوجها إلى فورت لارامي في إقليم وايومنغ . اختار جيل بدلاً من ذلك الانتقال للعيش مع عمته في واشنطن العاصمة، وعمل لفترة وجيزة كمنضد قبل أن يجد عملاً كرسام في مكتب المهندس المعماري المشرف لوزارة الخزانة الأمريكية ، متخصصًا في أعمال الحديد والبلاط المزخرفة. 

## رسومات
أثناء عمله كرسام، بدأ جيل سلسلة من الرسومات التخطيطية بالحبر واللوحات المائية، خاصة للمناظر الطبيعية في واشنطن العاصمة. وركز على التقاط قرى المناطق الريفية المحيطة بالمنطقة.  تُعد رسوماته تصويرًا نادرًا نسبيًا للأحياء الفقيرة في واشنطن خلال ثمانينيات القرن التاسع عشر، بما في ذلك مجتمعات السود والمهاجرين.   يعتبر الرسم التوضيحي التفصيلي لمنزل الصفيح ، وهو رسمه الوحيد الذي يُظهر بيئة داخلية، بمثابة مثال معزول للديكورات الداخلية لمساكن الطبقة العاملة في المدينة.  جلبت ألوان جيل المائية استحسانًا، لدرجة أنه حصل على دخل من مبيعات الأعمال الفنية أكبر من عمله مع وزارة الخزانة.  في عام 1881، عُرضت لوحاته في معرض بمدينة نيويورك. 
قام ويليام هنري هولمز، رئيس هيئة المسح الجيولوجي بالولايات المتحدة (USGS)، بتعيين جيل كرسام حفريات في عام 1884. أبدى هولمز، وهو زميل رسام بالألوان المائية، احترامًا كبيرًا لعمل جيل الفني، وادعى لاحقًا أنه "كرسام بالقلم الرصاص والقلم الرصاص والألوان المائية، وكمصور فوتوغرافي، كان لديه عدد قليل من المتساوين". تمت ترقية جيل بسرعة من خلال هيئة المسح الجيولوجي الأمريكية، ويرجع ذلك جزئيًا إلى إعجاب هولمز. في عام 1889، خلف هولمز كرئيس للرسوم التوضيحية عندما انضم الأخير إلى مكتب علم الأعراق الأمريكية (BAE) لتوجيه العمليات الأثرية.  بصفته رئيسًا للرسوم التوضيحية، أدار جيل نشر الرسوم التوضيحية والصور الفوتوغرافية، وقام بفحص جميع نسخ الرسوم التوضيحية المطبوعة. نظرًا لأن جون ويسلي باول كان مديرًا لكل من هيئة المسح الجيولوجي الأمريكية وشركة BAE، فقد تم تكليف موظفي الوكالتين في كثير من الأحيان بمهام في الوكالة الأخرى. على هذا النحو، تم تكليف جيل أيضًا بالإشراف على الرسوم التوضيحية لشركة BAE. 
خلال الفترة الأولى التي قضاها مع المكتب في أواخر ثمانينيات القرن التاسع عشر، أنتج جيل لوحات لسكان بويبلو في الجنوب الغربي، مبتعدًا عن تركيزه السابق على واشنطن. وشملت هذه هوبي بويبلو العريبي ، وأطلال بويبلو بونيتو ، وزوني بويبلو . استندت رسوماته للعريبي إلى صورة سابقة التقطها مصور سميثسونيان جون ك. هيلرز ، لكن لا يوجد مصدر فوتوغرافي معروف لسكان بويبلو الآخرين ضمن السلسلة. أخذ جيل في الاعتبار الاختلافات المناخية في مناظره الطبيعية، مستفيدًا من الغسلات الرقيقة في تصويره للمواقع الجنوبية الغربية.  

على الرغم من أن جيل ابتعد إلى حد كبير عن الرسم خلال فترة العمل المتزايد داخل شركة BAE، إلا أنه استمر في الرسم طوال حياته.  في عام 1890، عرض العديد من لوحاته في معرض جمعية الألوان المائية الأمريكية في نيويورك.  عاد إلى المعرض الفني عام 1922، وعرض لوحاته في معرض موري في واشنطن. تابع أيضًا أعمالًا توضيحية خاصة، بما في ذلك علامة تجارية محلية للويسكي. 

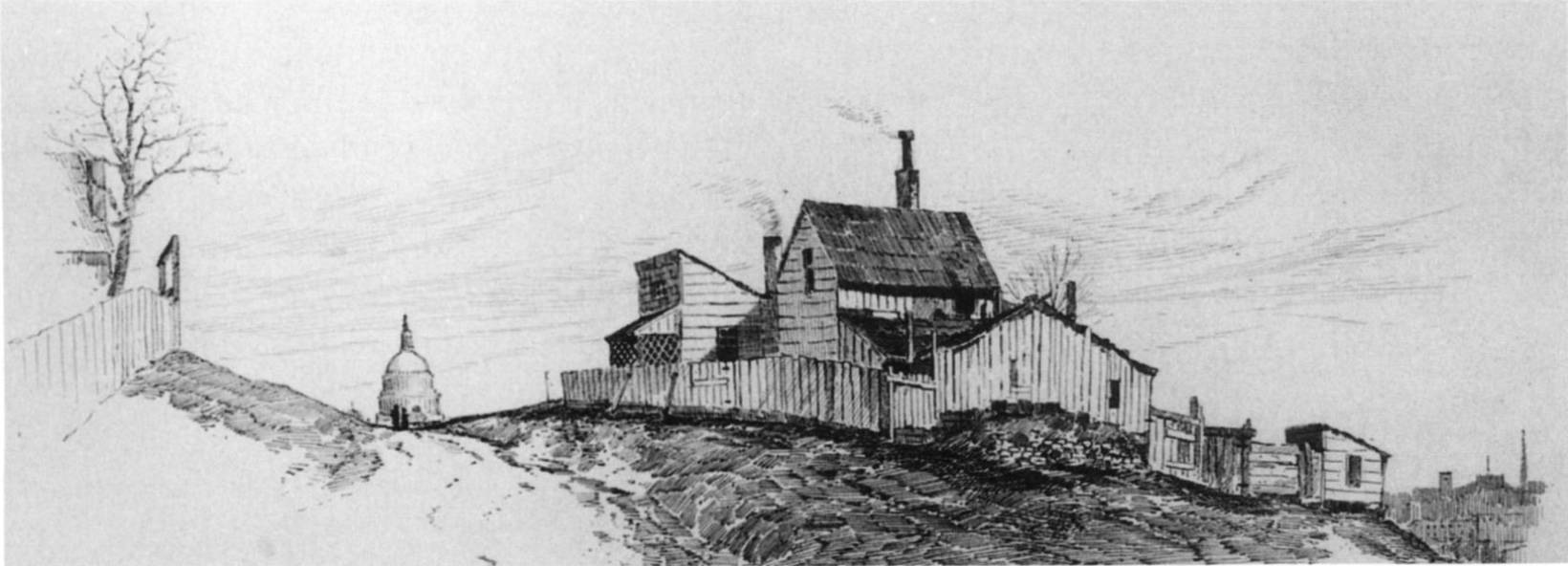
رسم بالحبر لمنزل في واشنطن العاصمة، صممه جيل، ق. 1880

## الاستقبال والنقد
لاقت أعمال جيل المائية استحسانًا من قبل نقاد الفن المعاصر، حيث وصف أحد المراجعين لصحيفة Brooklyn Daily Eagle مناظره الطبيعية بأنها "جيدة التهوية ونظيفة وفضية" ومتميزة عن رسامي الألوان المائية الآخرين. في عام 1983، كتب مؤرخا الفن أندرو كوسنتينو وهنري جلاسي بشكل إيجابي عن الوضوح الشديد والاهتمام بالتفاصيل الموضحة في لوحات جيل.  أشادت المؤرخة الثقافية ليزا جوف برسوماته التوضيحية، وكتبت في عام 2016 أن رسوماته لواشنطن العاصمة "لم تكن تبعث على الحنين أو العاطفية، ولكنها [...] دراسات عن المناظر الطبيعية المتلاشية"، تم إجراؤها دون التقليل من شأن أكواخ الطبقة العاملة. مثل أعماله اللاحقة، وصف جوف هذه الرسومات بأنها دقيقة وتوثيقية، ولا تأخذ سوى "القليل من الترخيص الفني، إن وجد". 